# Janet Fraser
Janet Fraser (* 1955) ist eine britische Übersetzerin. Sie lehrte u. a. Übersetzen an der University of Westminster und arbeitete als Übersetzerin bei Unternehmen wie Johnson Matthey.

## Werdegang
Fraser studierte ab 1973 bis 1977 an der Heriot-Watt University in Edinburgh, Schottland, erfolgreich den Bachelor-Studiengang Modern Languages (Dolmetschen und Übersetzen) und erhielt 1983 ihren Übersetzer-Abschluss für Deutsch vom Institute of Linguists. Zusätzlich erhielt Fraser 1988 einen Übersetzer-Abschluss für Französisch, ebenfalls vom Institute of Linguists. In den folgenden Jahren schloss sie zwei Master-Studiengänge ab. Zum einen den Studiengang Language in the Multicultural Community an der Thames Valley Universität und zum anderen Modern German Studies am Birkbeck College der University of London.
Seit 1977 hat Fraser verschiedene Lehrtätigkeiten wahrgenommen, beispielsweise als Dozentin für Übersetzen an der University of Westminster oder als Englisch-Dozentin für Übersetzen und Dolmetschen an der Karl-Marx-Universität Leipzig in der ehemaligen DDR. Darüber hinaus arbeitete sie als Übersetzerin für Unternehmen wie Johnson Matthey oder die British Gas Corporation.
Seit 2010 ist Fraser als freiberufliche Übersetzerin, Gutachterin, Lektorin/Korrektorin und Trainerin tätig.

## Mitgliedschaften
- Chartered Institute of Linguists (IoL): Fellow; seit 1986 Mitglied verschiedener Ausschüsse
- Institute of Translation and Interpreting (ITI): Fellow (seit 2000); Mitglied des Admission Committee und Vorsitz des Fellowship Committee
- Higher Education Academy: Fellow (seit 2000)

## Publikationen (Auswahl)

### Buchkapitel
- The broader view: How freelance translators define translation competence. Schäffner und Adab (Hrsg.). Developing Translation Competence.John Benjamins Translation Library, Amsterdam/Philadelphia 2000, S. 51–62
- Translation research and interpreting research – pure, applied, actionor pedagogic?. Schäffner (Hrsg.), Translation Research and Interpreting Research: Traditions, Gaps and Synergies. Multilingual Matters Ltd., Clevedon 2004, S. 57–61
- What do real translators do? Developing the use of TAPs from professional translators. Tirkkonen-Condit and Jääskeläinen (Hrsg.). Tapping and Mapping the Processes of Translation and Interpreting: Outlooks on Empirical Research. John Benjamins Translation Library, Amsterdam/Philadelphia 2000, S. 111–120.

### Artikel
- The translator investigated: Learning from translation process analysis. The Translator, Ausg. 2 #1, 1996, S. 65–79
- Portfolio workers: Autonomy and control amongst freelance translators. Work, Employment and Society, Ausg. 15 #4, 2001, S. 679–697 (mit Michael Gold) #
- Translators and TM: an investigation of translators. Perceptions of translation memory adoption, Machine Translation, Ausg. 20, S. 67–79 (mit Sarah Dillon)